# 서라운드 뷰 모니터
어라운드 뷰 모니터(영어: Aurround View Monitor, SVM)란, 차량 주변 360도 상황을 위에서 내려다보듯 실시간으로 모니터를 통해 제공하는 주차 안전 시스템이다. 주차선이나 장애물 등 차량 내 모니터를 통해 확인할 수 있으며, 운전자의 시야가 미치지 못하는 공간도 확인할 수 있다. 어라운드 뷰 모니터는 탑 뷰(Top view) 또는 버드 아이 뷰(Bird's eye view)라고도 불린다.

## 원리
1. 190도를 투영할 수 있는 초광각 카메라 4개를 활용해 영상을 SVM/UNIT에 전송
2. SVM/UNIT는 4개의 영상을 합성하여 차량의 모니터를 통해 운전자에게 전달
※ 기능 작동 버튼 : 카메라 모양의 아이콘이 그려진 'VIEW' 버튼

## 기술
- 카메라 보정(Camera calibration)  - 초광각 렌즈를 사용함에 따라 휘어져 보이는 주차선 등을 직선으로 보이도록 변환하기 위해 카메라의 광학적 특성을 분석하는 기술

- 영상 합성[3]  - 카메라 영상의 왜곡을 제거하고, 4개의 영상을 하나로 조합하는 기술

- 가이드라인 조향 연동 표시  - 차량 후진 시 보이는 후방 영상 화면에 차량의 예상 주차 가이드라인을 표시  - 운전자의 조작에 따라 예상 진행 궤적 변경

- 주차거리 경고 표시  - 차량의 후방, 전방에 장착된 초음파센서의 장애물 경고 신호를 서라운드 뷰 영상 내에 표시  - 주차할 때 모니터를 보고 경고가 되는 실제 장애물의 위치 확인 가능

## 해제
- 전방으로 시속 15km/h 이상 주행 시[4]
- 후방으로 시속 10km/h 이상 주행 시
- 변속 레버가 'P'일 경우 (변속 레버 'D, N, R'일 경우에만 작동)

## 같이 보기
- 자동 주차
- 프레넬 렌즈
- 주차 조향 보조 시스템
- 차선 유지 보조 시스템
- 사물이 거울에 보이는 것보다 가까이 있음
- 주차
- 피닌파리나
- 백미러
- 사이드 미러
- 소나